# 奧克湖

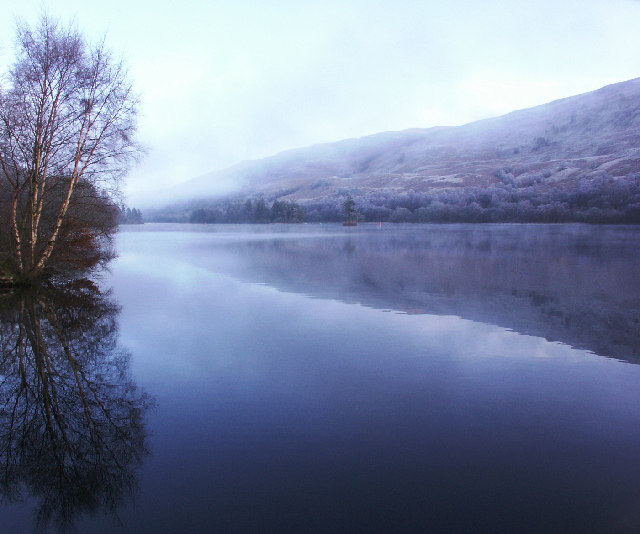
奧克湖

奧克湖（英語：Loch Oich，蘇格蘭蓋爾語：Loch Omhaich）是蘇格蘭高地的一個淡水湖，也是卡利多尼安運河的一部分和最高點，地處大峽谷，位於尼斯湖和洛其湖之間。奧克湖是一個淡水湖，擁有豐富的生態系統。

## 外部連結
- 1903 Map from the National Library of Scotland[永久]
- Loch Oich and swing bridge
- Loch Oich Image